# King Nothing
«King Nothing» (укр. Король Ніщо) — пісня американського хеві-метал гурту Metallica з їхнього альбому Load 1996 року.
Пісню написали Джеймс Хетфілд, Ларс Ульріх та Кірк Хеммет. Пісня починається з басового рифу, який перетворюється на основний риф пісні. У США вийшов сингл «King Nothing». До нього увійшла лайв-версія пісні «Ain't My Bitch», яка також є в альбомі Load. Музичне відео також супроводжувало пісню. Гітари та бас налаштовані на Eb (мі-бемоль).
В кінці пісні можна почути слова «Off to never-never land». Це посилання до однієї з найвідоміших пісень Metallica «Enter Sandman», де також є ці слова. Пісня також має схожу структуру.
«King Nothing» був представлений як фонова музика в дев'ятому епізоді другого сезону «Клан Сопрано» «From Where To Eternity», в сцені, в якій Тоні Сопрано розмовляє з Полі Гальтьєрі в стрип-клубі Bada Bing.
На американських чартах пісня досягла 90-го місця в Billboard Hot 100 та шостого місця в чарті Mainstream Rock Tracks.
Пісня кружляє навколо теми «будь обережний щодо того, чого хочеш». Текст пісні розповідає про людину, яка просто хоче гратися в короля і не піклуватися про щось інше. Врешті-решт це приводить до його падіння, як показано в «І все це падає, і ти зламаєш свою корону» (англ. «Then it all crashes down, and you break your crown»).

## Кліп
У кліпі показано як «Король Ніщо» блукає по засніженій пустирі, викидає свою корону, а потім одягає ще одну. Він повторює це багато разів, у кінці кліпу видно, що корони скрізь. У самому кінці Короля Ніщо оточують сотні інших таких самих «королів».

## Демо
Демо пісні «King Nothing» називалася «Load» (звідси і назва альбому, в якому вона розміщена) і була записана в домашній студії Ларса Ульріха «Dungeon» Джеймсом Хетфілдом та Ульріхом 30 листопада 1994 року. Офіційний кліп «King Nothing» (режисер Метт Махурін) було знято в Парк-Сіті, штат Юта, у грудні 1996 року.

## Трек-ліст

#### Сингл у Канаді та США
1. «King Nothing» — 5:28
2. «Ain't My Bitch (Live — Irvine Meadows, California 4 August 1996)» — 5:59

#### Промо-версія у США
1. «King Nothing» (відредагована версія) — 4:28
2. «King Nothing» (повна версія) — 5:28

## Чарти
| Чарт (1997)                       | Найвища позиція |
| --------------------------------- | --------------- |
| США (Billboard Hot 100)           | 90              |
| США (Mainstream Rock) (Billboard) | 6               |